# Stephen O’Reilly
Stephen O’Reilly (ur. 10 lipca 1973 w Bostonie) – amerykański aktor i muzyk.
Kompozytor muzyki filmowej oraz frontman i gitarzysta rockowej grupy Tammany Hall NYC, dla której także komponuje utwory i pisze do nich teksty. Jego twórczość wykorzystano między innymi w serialach Seks w wielkim mieście oraz Hoży doktorzy. Jako aktor zagrał w filmach To jest morze (This Is the Sea, 1997), Morderstwo w sieci (My Little Eye, 2002), Książę i ja (The Prince and Me, 2004) i Niania w Nowym Jorku (The Nanny Diaries, 2007).